# Contulma tijuca
Contulma tijuca is een schietmot uit de familie Anomalopsychidae. De soort komt voor in het Neotropisch gebied.